# Benanoe
Benanoe is een Aukaans dorp op een eiland in de rivier Tapanahony in het gelijknamige ressort in het oosten van het district Sipaliwini in Suriname.
Het dorp ligt kort voor de samenvloeiing van de Tapanahony en Lawa in de Marowijne. Stroomopwaarts bevinden zich Wanfinga en Nikie op één eiland. De inwoners van deze drie dorpen horen tot de Aukaanse geslachtslijn Dikan-lo. Hun voorouders waren slaafgemaakten die vluchtten van de plantages Nes-en-Camp die aan de monding van de Coermotibo in de Cotticarivier. De dorpen hebben elk een eigen kapitein.
In 2025 werd een drinkwaterstation in het dorp in gebruik genomen.

## Geboren
- Caprino Alendy (1952-2020), politiek leider van BEP

Affivisiti · Agaigoni · Ajokojokondre · Akani Pata · Aloepi 1 & 2 · Alopi · Antino · Antonio do Brinco · Apetina · Benanoe · Benzdorp · Clementi · Cottica · Draai · Drietabbetje · Gakaba · Godo-olo · Godoro · Granbori · Herminadorp · Intelewa · Kampoe · Kawemhakan · Koemakapan · Kontina · Lensidede · Maboga · Maisa Kampu · Manlobi · Moitaki · Monpoesoe · Nikie · Paloemeu · Peleloe Tepoe · Peruano · Poeketi · Poeloegoedoe · Ronaldo · Sajé · Tjon Tjon · Tutu Kampu · Wanfinga · Wehejok